# Мартин, Арчер Джон Портер
А́рчер Джон По́ртер Ма́ртин (англ. Archer John Porter Martin; 1 марта 1910, Лондон — 28 июля 2002) — английский биохимик и физико-химик, лауреат Нобелевской премии по химии (1952).
Член Лондонского королевского общества (1950).

## Биография и работы
Окончил Кембриджский университет (1932). Там же с 1934 года разрабатывал методы выделения витамина Е и никотиновой кислоты, для чего создал эффективный противоточный аппарат. Совместно с Р. Л. М. Сингом сконструировал аминокислотный анализатор. Дальнейшие исследования привели их к созданию в 1944 году метода хроматографии на бумаге. В 1946—1948 годах Мартин занимался выделением и очисткой пенициллина. Затем в Национальном институте медицинских исследований в Лондоне работал над выделением биологически важных веществ и развитием метода газо-жидкостной хроматографии. С 1965 года экстраординарный профессор Высшей технической школы в городе Эйндховен (Нидерланды).

## Награды и отличия
- 1952 — Нобелевская премия по химии (совместно с Р. Л. М. Сингом), «За открытие метода распределительной хроматографии»[1][3].
- 1958 — Медаль Джона Скотта
- 1959 — Медаль Джона Прайса Ветерилла[англ.]
- 1963 — Медаль Леверхалма